# Afrikansk gulsångare
Afrikansk gulsångare (Iduna natalensis) är en fågel i familjen rörsångare inom ordningen tättingar.

## Fältkännetecken

### Utseende

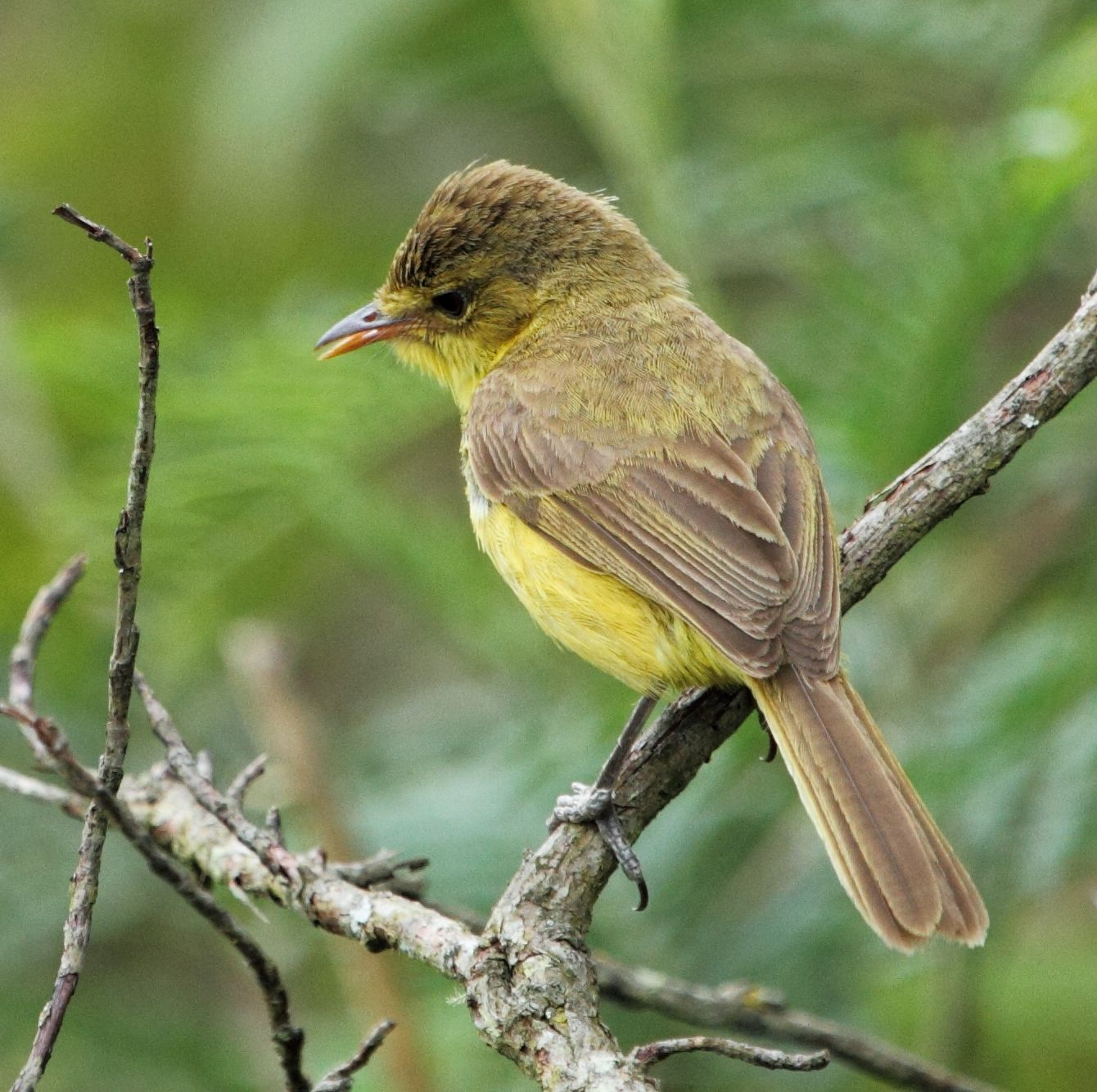

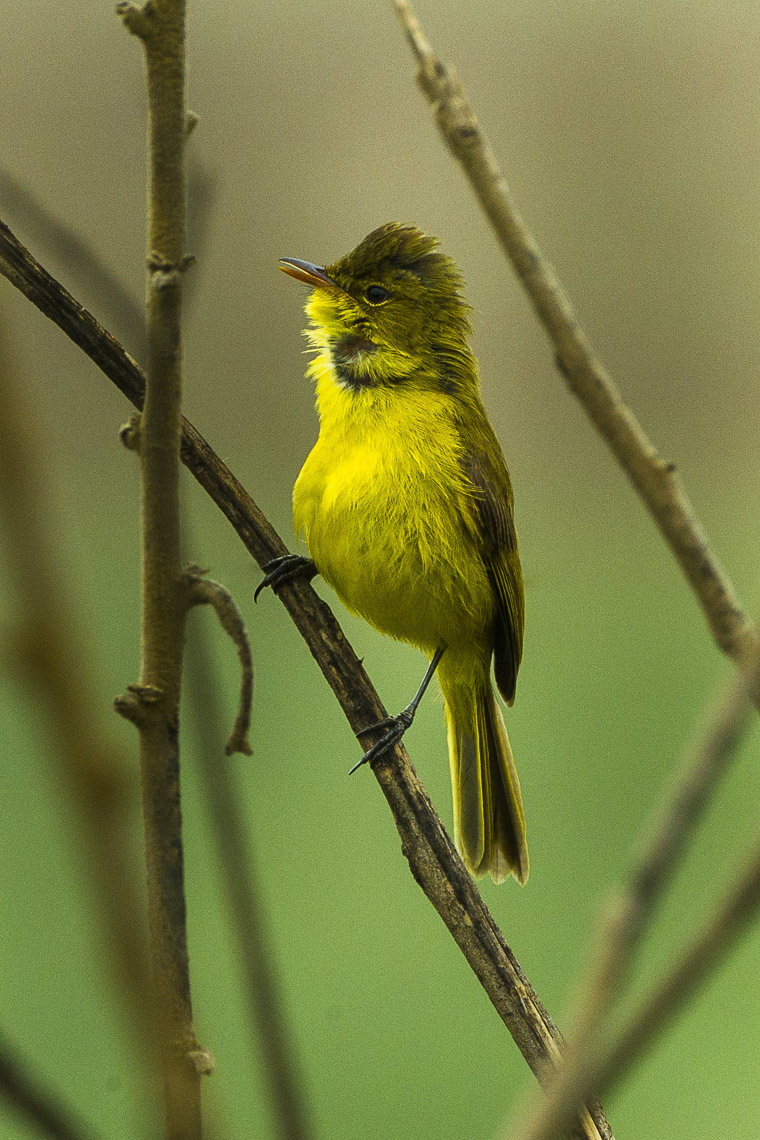

Afrikansk gulsångare är en medelstor sångare med en genomgånde gulbrun ovansida, med något brunare hjässa och gulare övergump. De bruna vingfjädrarna är gulkantade. Undersidan är lysande gul med olivfärgad anstrykning på bröstsidor, flanker och nedre delen av buken. Näbben är blek på övre näbbhalvan och svartaktig på den undre, liksom benen. Honor är mattare under, medan ungfåglarna är mer beigefärgade. Kroppslängden är 13 cm och vikten tio till 15 g.

### Läte
Afrikansk gulsångare sjunger en snabb serie med gutturala och varierade toner som inleds med några raspiga. Varningslätet är ett vasst tsk eller tjirr.

## Utbredning och systematik
Afrikansk gulsångare delas in i fyra underarter:
- Iduna natalensis batesi – förekommer från Nigeria östserut till norra Demokratiska republiken Kongo
- Iduna natalensis massaica – förekommer från södra Sydsudan och Etiopien till nordöstra Demokratiska republiken Kongo, Uganda, Kenya samt nordvästra och norra Tanzania
- Iduna natalensis major – förekommer från Gabon och Angola till södra Demokratiska republiken Kongo och norra Zambia
- Iduna natalensis natalensis – förekommer från södra Zambia och södra Tanzania till östra Sydafrika

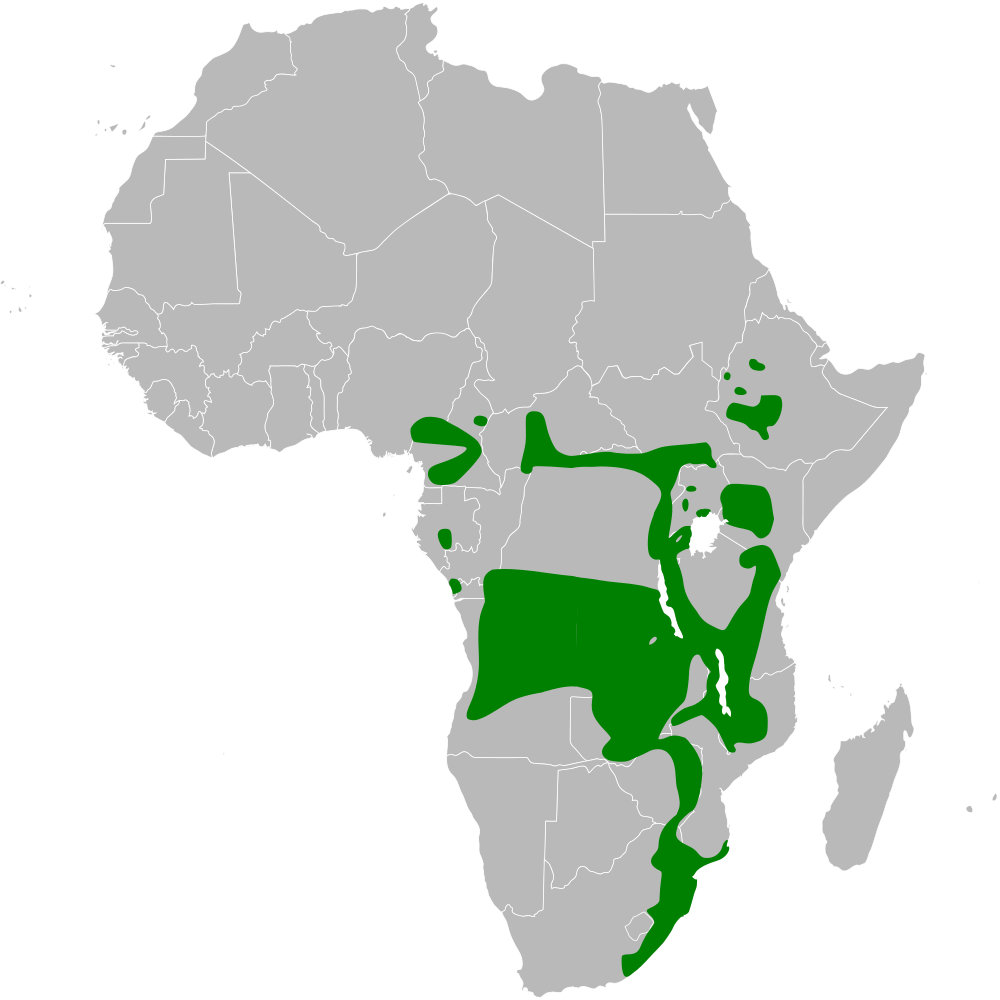
Utbredningsområde för afrikansk gulsångare.

### Släktestillhörighet
Denna art placerades tidigare i släktet Chloropeta tillsammans med berggulsångare och papyrusgulsångare. DNA-studier visar dock att den (liksom berggulsångaren) är nära släkt med en grupp palearktiska sångare i släktet Hippolais, som stäppsångare och eksångare. Denna grupp har idag lyfts ut till ett eget släkte, Iduna, medan papyrusgulsångaren utgör en egen utvecklingslinje och placeras i Calamonastides.

### Familjetillhörighet
Rörsångarna behandlades tidigare som en del av den stora familjen sångare (Sylviidae). Genetiska studier har dock visat att sångarna inte är varandras närmaste släktingar. Istället är de en del av en klad som även omfattar timalior, lärkor, bulbyler, stjärtmesar och svalor. Idag delas därför Sylviidae upp i ett flertal familjer, däribland Acrocephalidae.

## Levnadssätt
Fågeln påträffas i fuktig vegetation, i vassbälten och skogskanter. Den födosöker långt ner, ensamma eller i par. Arten kan vara rätt tillbakadragen och drar sig muslikt undan när den störs, men klättrar upp på en exponerad plats när den sjunger. Den livnär sig av fjärilslarver som den plockar från blad och grenar, men kan också fånga termiter i luften som en flugsnappare.

### Häckning
Boet är en prydlig skål av gräs som placras i en grenklyka inne i en buske, i södra Afrika bland Leonotis, Conyza och Epilobium. Den lägger två till tre ägg som ruvas mellan september och mars i södra Afrika. Honan gör det mesta av ruvandet, i omkring tolv dagar. Efter kläckning matas ungarna av båda föräldrarna, men mest av honan. Efter två veckor är de flygga och blir självständiga vid sex veckors ålder.

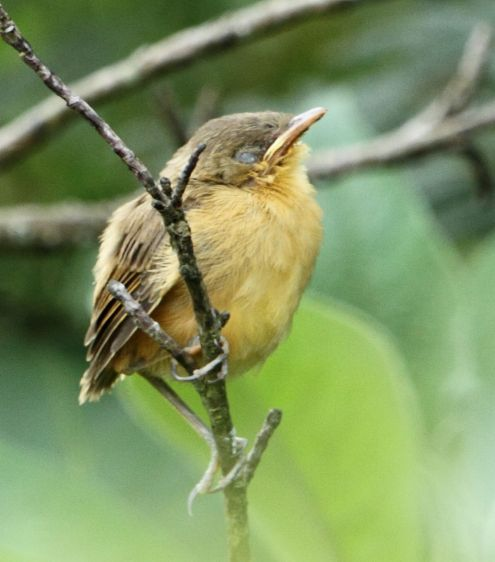
Nyligen flygg unge.

## Status och hot
Arten har ett stort utbredningsområde och en stor population med stabil utveckling och tros inte vara utsatt för något substantiellt hot. Utifrån dessa kriterier kategoriserar internationella naturvårdsunionen IUCN arten som livskraftig (LC). Världspopulationen har inte uppskattats men den beskrivs som lokalt vanlig i delar av utbredningsområdet.

## Namn
Notera att härmsångaren tidigare kallades för gulsångare, men är inte nära släkt med afrikansk gulsångare, även om de förekommer i samma familj.